# Победіно (Сахалінська область)
Победіно (рос. Победино) — село у Смирниховському міському окрузі Сахалінської області Російської Федерації.
Населення становить 1144 особи (2013).

## Історія
З 1905 по 3 вересня 1945 року у складі губернаторства Карафуто Японії, відтак у складі Смирниховського міського округу Сахалінської області.

## Населення
| 2002 | 2010  | 2013  |
| ---- | ----- | ----- |
| 1390 | ↘1182 | ↘1144 |